# Cantó de Sant Pèire d'Ai

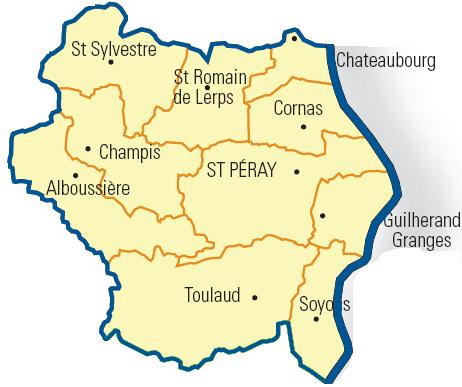
Comunes del cantó

El cantó de Sant Pèire d'Ai és un cantó francès del departament de l'Ardecha, situat al districte de Tornon. Té 10 municipis i el cap és Sant Pèire d'Ai.

## Municipis
- Alboussière
- Champis
- Châteaubourg
- Cornàs
- Guilherand-Granges
- Sant Pèire d'Ai
- Saint-Romain-de-Lerps
- Saint-Sylvestre
- Soions
- Toulaud

## Història
| Data d'elecció                           | Identitat         | Partit                    | Qualitat |
| ---------------------------------------- | ----------------- | ------------------------- | -------- |
| 1952-1962                                | Marc Bouvat       | radical                   |          |
| 1962-1976                                | Gérard Mallen     | RI                        |          |
| 1976-1982                                | M. Charra         | PS                        |          |
| 1982-2001                                | Henri-Jean Arnaud | RPR                       |          |
| 2001-                                    | Jacques Dubay     | Divers droite, després NC |          |
| les dades anteriors no són pas conegudes |                   |                           |          |
|                                          |                   |                           |          |

| 1962   | 1968   | 1975   | 1982   | 1990   | 1999   | 2007   |
| ------ | ------ | ------ | ------ | ------ | ------ | ------ |
| 11.623 | 15.240 | 17.968 | 20.387 | 23.441 | 25.693 | 26.813 |